# Anchise
Anchise (in greco antico: Ἀγχίσης?, Anchísēs) è un personaggio della mitologia greca. Fu un principe di Dardania ed il suo nome significa "curvo" oppure "storto". 
Anchise, oltre ad essere citato nella mitologia greca (ed essere il protagonista della leggenda in cui Zeus lo rese zoppo), è anche un personaggio della mitologia romana poiché viene indicato come padre di Enea.

## Genealogia
Figlio di Capi  e di Temiste (oppure di Ieromnene), divenne padre di Enea e di Lirno (o Liro) avuti da Afrodite , nonché di Ippodamia (moglie di Alcatoo), quest'ultima avuta da Eriopide.

## Mitologia

### Giovinezza

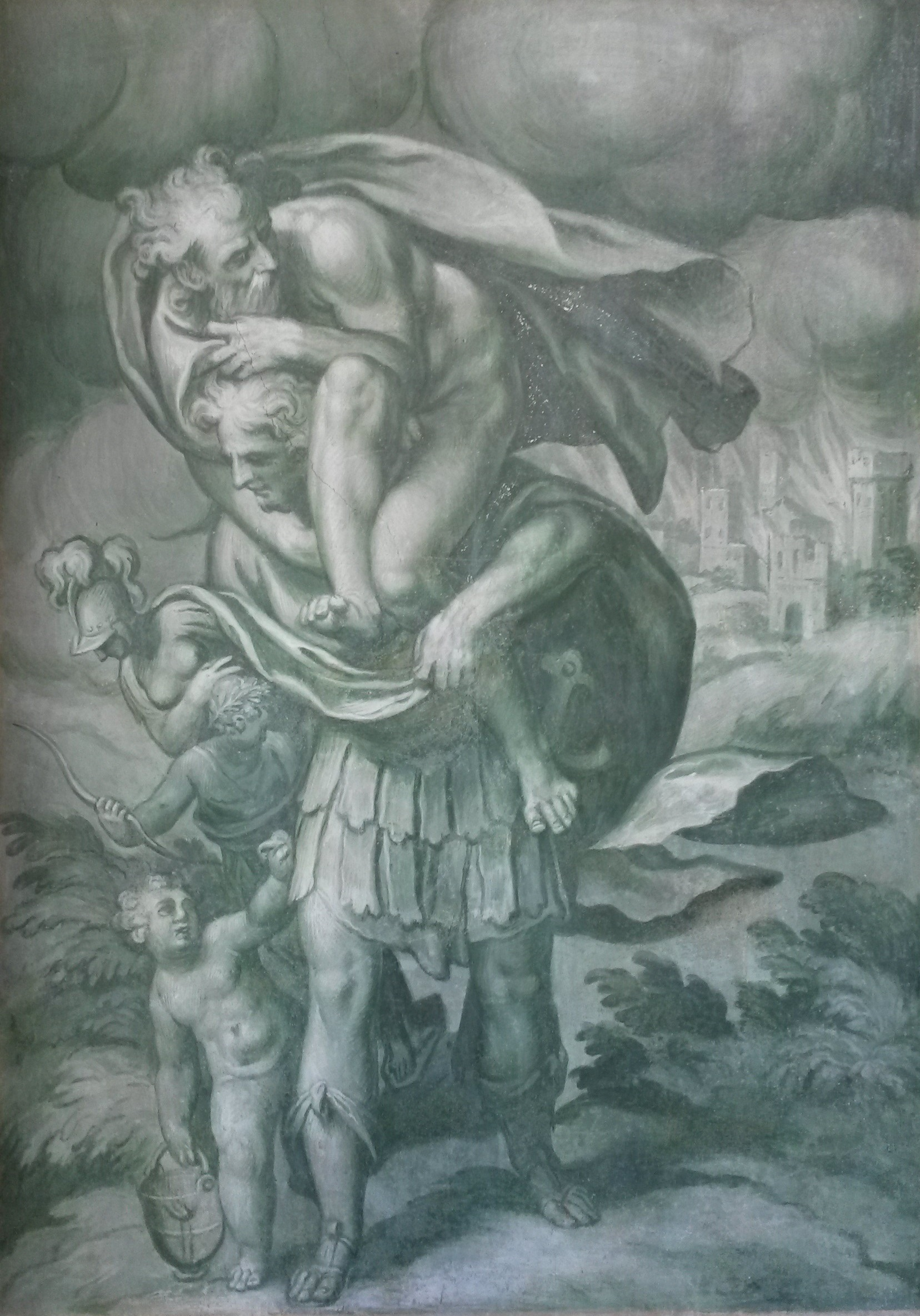
Paolo Farinati, Incendio di Troia (il pio Enea che fugge portando in salvo il padre Anchise, il figlio Ascanio e la statua di Pallade Atena, protettrice della città), 1590 circa, affresco, Villa Nichesola-Conforti, Ponton di Sant'Ambrogio di Valpolicella (Verona).

Eroe di Troia, era cugino di Priamo in quanto ambedue discendenti da Dardano. In gioventù partecipò alle campagne militari contro le Amazzoni.
La dea Afrodite s'innamorò di Anchise, allora giovane e bellissimo, che si stava recando a pascere le sue mandrie nei pressi di Troia e per convincerlo a corrispondere il suo amore aveva assunto le vesti di una principessa frigia. Poi, prima di procreare Enea, rivelò ad Anchise la sua vera identità e gli preannunziò che il nuovo arrivato avrebbe avuto fama eterna. L'amore della dea per Anchise è narrato nell'Inno omerico ad Afrodite. Secondo la leggenda, Anchise, ubriaco, osò vantarsi del suo amore con la dea durante una festa e Zeus per punirlo lo colpì con un fulmine rendendolo zoppo (cfr. anche Omero, Iliade II, 819 ss.; V, 3 11 ss.; Esiodo, Teogonia 1008 ss.).
Prima che nascesse Enea, Anchise si era sposato con Eriopide, dalla quale ebbe numerose figlie, la maggiore delle quali si chiamava Ippodamia. Anchise non disdegnò nemmeno la compagnia di alcune schiave, che gli diedero alcuni figli, tra cui Elimo ed Echepolo. Per l'aggravarsi delle condizioni di salute affidò il piccolo Enea al genero Alcatoo perché se ne occupasse. La moglie Eriopide morì prima che scoppiasse la guerra di Troia.

### Ultimi anni e morte
Nella drammatica notte della caduta di Troia, Enea caricò Anchise sulle spalle, fuggendo quindi dalla città in fiamme. Anchise infatti secondo alcune fonti era anche diventato cieco, oppure, secondo altre, paralitico.
Anchise morì a Drepano (l'odierna Trapani) e il figlio gli diede onorata sepoltura sul monte Eryx (dove ora sorge Erice) in cui vi era un tempio consacrato ad Afrodite. Oggi sulla spiaggia dove egli morì si può vedere la stele che ricorda l'evento. La stele, detta appunto stele di Anchise, si trova presso la contrada Pizzolungo, che fa parte del Comune di Erice.
Secondo quanto afferma Virgilio, Enea, disceso vivo nell'aldilà con l'aiuto della Sibilla, incontra il padre che gli dà le profezie sulla grandezza di Roma.

## Discendenza di Anchise
|  |  |        |        |        |        | Anchise         | Anchise         | Anchise         | Anchise         | Anchise         | Anchise         |          |          | Afrodite/Venere | Afrodite/Venere | Afrodite/Venere | Afrodite/Venere | Afrodite/Venere | Afrodite/Venere |               |               | Latino     | Latino     | Latino     | Latino     | Latino     | Latino     |        |        |      |      |
|  |  |        |        |        |        | Anchise         | Anchise         | Anchise         | Anchise         | Anchise         | Anchise         |          |          | Afrodite/Venere | Afrodite/Venere | Afrodite/Venere | Afrodite/Venere | Afrodite/Venere | Afrodite/Venere |               |               | Latino     | Latino     | Latino     | Latino     | Latino     | Latino     |        |        |      |      |
|  |  |        |        |        |        |                 |                 |                 |                 |                 |                 |          |          |                 |                 |                 |                 |                 |                 |               |               |            |            |            |            |            |            |        |        |      |      |
|  |  | Creusa | Creusa | Creusa | Creusa | Creusa          | Creusa          |                 |                 | Enea            | Enea            | Enea     | Enea     | Enea            | Enea            |                 |                 |                 |                 | Lavinia       | Lavinia       | Lavinia    | Lavinia    | Lavinia    | Lavinia    |            |            |        |        |      |      |
|  |  | Creusa | Creusa | Creusa | Creusa | Creusa          | Creusa          |                 |                 | Enea            | Enea            | Enea     | Enea     | Enea            | Enea            |                 |                 |                 |                 | Lavinia       | Lavinia       | Lavinia    | Lavinia    | Lavinia    | Lavinia    |            |            |        |        |      |      |
|  |  |        |        |        |        |                 |                 |                 |                 |                 |                 |          |          |                 |                 |                 |                 |                 |                 |               |               |            |            |            |            |            |            |        |        |      |      |
|  |  |        |        |        |        | Ascanio, o Iulo | Ascanio, o Iulo | Ascanio, o Iulo | Ascanio, o Iulo | Ascanio, o Iulo | Ascanio, o Iulo |          |          | Silvio          | Silvio          | Silvio          | Silvio          | Silvio          | Silvio          |               |               |            |            |            |            |            |            |        |        |      |      |
|  |  |        |        |        |        | Ascanio, o Iulo | Ascanio, o Iulo | Ascanio, o Iulo | Ascanio, o Iulo | Ascanio, o Iulo | Ascanio, o Iulo |          |          | Silvio          | Silvio          | Silvio          | Silvio          | Silvio          | Silvio          |               |               |            |            |            |            |            |            |        |        |      |      |
|  |  |        |        |        |        | Silvio          | Silvio          | Silvio          | Silvio          | Silvio          | Silvio          |          |          |                 |                 | Enea Silvio     | Enea Silvio     | Enea Silvio     | Enea Silvio     | Enea Silvio   | Enea Silvio   |            |            |            |            |            |            |        |        |      |      |
|  |  |        |        |        |        | Silvio          | Silvio          | Silvio          | Silvio          | Silvio          | Silvio          |          |          |                 |                 | Enea Silvio     | Enea Silvio     | Enea Silvio     | Enea Silvio     | Enea Silvio   | Enea Silvio   |            |            |            |            |            |            |        |        |      |      |
|  |  |        |        |        |        | Bruto di Troia  | Bruto di Troia  | Bruto di Troia  | Bruto di Troia  | Bruto di Troia  | Bruto di Troia  |          |          |                 |                 | Latino Silvio   | Latino Silvio   | Latino Silvio   | Latino Silvio   | Latino Silvio | Latino Silvio |            |            |            |            |            |            |        |        |      |      |
|  |  |        |        |        |        | Bruto di Troia  | Bruto di Troia  | Bruto di Troia  | Bruto di Troia  | Bruto di Troia  | Bruto di Troia  |          |          |                 |                 | Latino Silvio   | Latino Silvio   | Latino Silvio   | Latino Silvio   | Latino Silvio | Latino Silvio |            |            |            |            |            |            |        |        |      |      |
|  |  |        |        |        |        |                 |                 |                 |                 |                 |                 |          |          |                 |                 | Alba            |                 |                 |                 |               |               |            |            |            |            |            |            |        |        |      |      |
|  |  |        |        |        |        |                 |                 |                 |                 |                 |                 |          |          |                 |                 |                 |                 |                 |                 |               |               |            |            |            |            |            |            |        |        |      |      |
|  |  |        |        |        |        |                 |                 |                 |                 |                 |                 |          |          |                 |                 | Atys            |                 |                 |                 |               |               |            |            |            |            |            |            |        |        |      |      |
|  |  |        |        |        |        |                 |                 |                 |                 |                 |                 |          |          |                 |                 |                 |                 |                 |                 |               |               |            |            |            |            |            |            |        |        |      |      |
|  |  |        |        |        |        |                 |                 |                 |                 |                 |                 |          |          |                 |                 | Capys           |                 |                 |                 |               |               |            |            |            |            |            |            |        |        |      |      |
|  |  |        |        |        |        |                 |                 |                 |                 |                 |                 |          |          |                 |                 |                 |                 |                 |                 |               |               |            |            |            |            |            |            |        |        |      |      |
|  |  |        |        |        |        |                 |                 |                 |                 |                 |                 |          |          |                 |                 | Capeto          |                 |                 |                 |               |               |            |            |            |            |            |            |        |        |      |      |
|  |  |        |        |        |        |                 |                 |                 |                 |                 |                 |          |          |                 |                 |                 |                 |                 |                 |               |               |            |            |            |            |            |            |        |        |      |      |
|  |  |        |        |        |        |                 |                 |                 |                 |                 |                 |          |          |                 |                 | Tiberino Silvio |                 |                 |                 |               |               |            |            |            |            |            |            |        |        |      |      |
|  |  |        |        |        |        |                 |                 |                 |                 |                 |                 |          |          |                 |                 |                 |                 |                 |                 |               |               |            |            |            |            |            |            |        |        |      |      |
|  |  |        |        |        |        |                 |                 |                 |                 |                 |                 |          |          |                 |                 | Agrippa         |                 |                 |                 |               |               |            |            |            |            |            |            |        |        |      |      |
|  |  |        |        |        |        |                 |                 |                 |                 |                 |                 |          |          |                 |                 |                 |                 |                 |                 |               |               |            |            |            |            |            |            |        |        |      |      |
|  |  |        |        |        |        |                 |                 |                 |                 |                 |                 |          |          |                 |                 | Romolo Silvio   |                 |                 |                 |               |               |            |            |            |            |            |            |        |        |      |      |
|  |  |        |        |        |        |                 |                 |                 |                 |                 |                 |          |          |                 |                 |                 |                 |                 |                 |               |               |            |            |            |            |            |            |        |        |      |      |
|  |  |        |        |        |        |                 |                 |                 |                 |                 |                 |          |          |                 |                 | Aventino        |                 |                 |                 |               |               |            |            |            |            |            |            |        |        |      |      |
|  |  |        |        |        |        |                 |                 |                 |                 |                 |                 |          |          |                 |                 |                 |                 |                 |                 |               |               |            |            |            |            |            |            |        |        |      |      |
|  |  |        |        |        |        |                 |                 |                 |                 |                 |                 |          |          |                 |                 | Proca           |                 |                 |                 |               |               |            |            |            |            |            |            |        |        |      |      |
|  |  |        |        |        |        |                 |                 |                 |                 |                 |                 |          |          |                 |                 |                 |                 |                 |                 |               |               |            |            |            |            |            |            |        |        |      |      |
|  |  |        |        |        |        |                 |                 |                 |                 |                 |                 |          |          |                 |                 |                 |                 |                 |                 |               |               |            |            |            |            |            |            |        |        |      |      |
|  |  |        |        |        |        |                 |                 |                 |                 |                 |                 |          |          |                 |                 | Numitore        | Numitore        | Numitore        | Numitore        | Numitore      | Numitore      |            |            | Amulio     | Amulio     | Amulio     | Amulio     | Amulio | Amulio |      |      |
|  |  |        |        |        |        |                 |                 |                 |                 |                 |                 |          |          |                 |                 | Numitore        | Numitore        | Numitore        | Numitore        | Numitore      | Numitore      |            |            | Amulio     | Amulio     | Amulio     | Amulio     | Amulio | Amulio |      |      |
|  |  |        |        |        |        |                 |                 |                 |                 |                 |                 |          |          | Rea Silvia      | Rea Silvia      | Rea Silvia      | Rea Silvia      | Rea Silvia      | Rea Silvia      |               |               | Ares/Marte | Ares/Marte | Ares/Marte | Ares/Marte | Ares/Marte | Ares/Marte |        |        |      |      |
|  |  |        |        |        |        |                 |                 |                 |                 |                 |                 |          |          | Rea Silvia      | Rea Silvia      | Rea Silvia      | Rea Silvia      | Rea Silvia      | Rea Silvia      |               |               | Ares/Marte | Ares/Marte | Ares/Marte | Ares/Marte | Ares/Marte | Ares/Marte |        |        |      |      |
|  |  |        |        |        |        |                 |                 |                 |                 |                 |                 |          |          |                 |                 |                 |                 |                 |                 |               |               |            |            |            |            |            |            |        |        |      |      |
|  |  |        |        |        |        |                 |                 |                 |                 |                 |                 |          |          |                 |                 |                 |                 |                 |                 |               |               |            |            |            |            |            |            |        |        |      |      |
|  |  |        |        |        |        |                 |                 |                 |                 | Hersilia        | Hersilia        | Hersilia | Hersilia | Hersilia        | Hersilia        |                 |                 | Romolo          | Romolo          | Romolo        | Romolo        | Romolo     | Romolo     |            |            | Remo       | Remo       | Remo   | Remo   | Remo | Remo |
|  |  |        |        |        |        |                 |                 |                 |                 | Hersilia        | Hersilia        | Hersilia | Hersilia | Hersilia        | Hersilia        |                 |                 | Romolo          | Romolo          | Romolo        | Romolo        | Romolo     | Romolo     |            |            | Remo       | Remo       | Remo   | Remo   | Remo | Remo |
|  |  |        |        |        |        |                 |                 |                 |                 |                 |                 |          |          |                 |                 |                 |                 |                 |                 |               |               |            |            |            |            |            |            |        |        |      |      |
|  |  |        |        |        |        |                 |                 |                 |                 |                 |                 |          |          | Prima e Avilio  |                 |                 |                 |                 |                 |               |               |            |            |            |            |            |            |        |        |      |      |

## Nell'arte
- Incendio di Borgo, affresco di Raffaello Sanzio
- Enea, Anchise e Ascanio, gruppo marmoreo di Gianlorenzo Bernini

## Omaggi
- Il comune di Roma gli ha intitolato una via.